# SOLiVE トワイライト
『SOLiVE トワイライト』（ソライブ トワイライト）は、ウェザーニューズが2009年4月27日から2017年2月19日まで、ウェザーニューズの24時間動画生放送「SOLiVE24」で放送していた生放送の視聴者参加型の気象情報番組である。
2014年2月から4月改編まではキャスターは不在だったが、番組視聴者がソラボタン(テレビの4色ボタン)やチャット(ソラマドアプリが必要)で参加できるコーナーはあった。

## 概要
千葉県千葉市美浜区の幕張テクノガーデンB館2階にある、ウェザーニューズ「ソラスタ」から生放送。日の出を追いかけるとともに、「眠っている人を起こす」というコンセプトの番組である。
放送開始当初は平日のみの放送だったが、2009年10月10日から、土・日曜も放送を開始した。
異常気象や地震発生時（WNI分析で推定最大震度が3以上、もしくは不明の場合）は番組を中断し、幕張テクノガーデンB館24階にあるウェザーニューズ・グローバル予報センター（通称:予報センター、略称:GPEC）から最新情報を伝える。
2010年4月5日からの「SOLiVE24」春の改編に伴い、番組名が「SOLiVE トワイライト」に変更。
2010年11月15日の放送分から、オープニングで流れるアニメーション・そして同時に流れるジングルが一新。ジングルについては、後述の「おめざましmail」で流れていた曲と同じ（愛のエクステンション）に変更。（同時に「おめざましmail」で流れるジングルも変更された。）またタイトル表示については、青色のグラデーションカラー文字表記で左側の四角枠内に小鳥と音符が描かれたものへ変更された。
2011年1月2日の放送分から、下段スクロール表示のリニューアルが行なわれ、右端に「SOLiVE24」と番組名の交互表示が開始された。当番組の文字カラーは紫色表示である。
2011年12月30日の放送分から、リニューアルされたソラスタでの放送を開始。また2012年1月9日より天気情報を充実させる目的でリニューアルを実施した。
2012年4月2日の放送分から、BSデジタル放送BSフジ（毎日5時-5時30分）とNOTTV（NOTTV 1）（毎日5時-6時）に放送されている。
2012年9月24日の放送分より、「SOLiVE24」番組改編を実施。同時にオープニングで流れるアニメーション・ジングルが一新される。澤田が夜の番組に進出する関係で、河村が週2回の当番組担当に復帰する。（なお、江川はそのまま週5回で変わらず。）これに先立ち、2012年9月22日 - 24日はソラスタで改装工事を行う関係で、隣接するクロマキースタジオから放送された。
2012年11月11日の放送分から、NOTTVで日曜も放送されるようになり、BSフジと同じく毎日の放送となる。
2013年1月23日の放送分から、河村に代わって新キャスターの堀井雅世が加入した。（同年2月上旬から4月までは堀井と同時加入した眞家泉も堀井と2週間毎に入れ替わり、当番組も担当していた）出演キャスターについては、BSフジの番組表で確認することが出来る。
2013年11月25日のSOLIVE24番組改編に伴い、番組のリニューアルが行われた。
2014年2月1日から当分までの間は、予報センターからのみの放送となるため、この時間の前に放送しているSOLiVE ミッドナイト同様、キャスターなしの放送となる。なお、過去にもソラトモパーティーなどイベントの都合で、キャスターなしの放送があった。(後述)
2014年4月7日のSOLIVE24番組改編に伴い、4月14日放送分より番組のリニューアルが行われる。
2014年9月15日からは、予報センターからのみの放送となるため、この時間の前に放送しているSOLiVE ミッドナイト同様、キャスターなしの放送となる。
2017年2月20日の番組改編で、前枠のSOLiVE ミッドナイトが1時 - 5時、後枠のSOLiVE モーニングが5時 - 8時とそれぞれ放送時間を変更するため放送終了する。一部のコーナーに関してはSOLiVE ミッドナイトに引き継がれ、トワイライトスタート時刻だった4時より放送される。

## 出演者

### キャスター
現在
- WEATHEROID Type A Airi（「元気リポートリレー」を担当）

過去（※2014年9月12日まで）
- 藤岡茜（2014年4月14日 - 2014年9月12日）
- 松雪彩花（2014年4月14日 -2014年9月12日）

※土曜・日曜はシステムメンテナンスの関係でキャスター不在
※2014年9月15日～キャスター不在での放送となる。

### 気象予報士
- 芳野達郎
- 永井友理
- 山下裕也
- 草田あゆみ

### 上記出演・担当キャスター不在時の代理
2010年4月5日から4月3日までの2010年度分と、2011年4月4日からの2011年度分、2012年4月1日からの2012年度分に分けて記載。なお2011年度分については、担当キャスターの出演曜日が木曜出演の澤田以外固定されていなかったため、目立った内容のみ記載。

### 過去の出演者
- 應潔（YING Chieh、チェイ、主に隔週（水・木曜）担当）（当番組の前身「ソラマド トワイライト」からの続投。）
- 李芝妍（LEEJeeYoun、ジオン、主に隔週（水・木曜）担当）（当番組の前身「ソラマド トワイライト」からの続投。）
- 大澤有紗（2010年4月5日 -2011年3月28日）[注釈 22]
- 横町藍（2010年10月20日 - 2011年10月）木曜もしくは金曜を除く週2回[注釈 23]
- 堀田奈津水（2011年11月 - 12月）金曜を除く週2回
- 澤田南（2011年6月8日 - 2012年9月17日）毎週火、日曜日出演であったが、江川が週5回担当するようになってからは河村と同じく江川が出演しない日に週1回程度出演。
- 河村さやか（2011年2月8日 - 2013年1月21日）[注釈 24]
- 江川清音（2011年12月24日 - 2013年11月）[注釈 25][注釈 26]
- 堀井雅世（2013年1月23日 - 2014年1月31日）月～水・土・日曜日のうちの週3回
- 眞家泉（2013年2月4日 - 2014年1月22日）週2回
- 福嶋貫太郎（2013年2月 - 2014年1月28日）週1回
- 根来武志（2013年8月 - 2014年1月29日）週1回

予報センター過去の出演者
- 須山洋治
- 浜俊一
- 町田修一
- 森口哲夫
- 小津慎吾
- 小池由高
- 柳博
- 宇野沢達也

- 内藤邦裕
- 本田竜也
- 喜田勝
- 森田清輝
- 原田健成

## 放送時間の変遷
| 期間                          | 放送時間                    |
| ----------------------------- | --------------------------- |
| 2009年4月27日 - 2009年10月2日 | 月曜日 - 金曜日 4:00 - 6:00 |
| 2009年10月5日 - 2017年2月19日 | 月曜日 - 日曜日 4:00 - 6:00 |

### 放送時間に関する備考
- 2010年12月22日は、小笠原諸島・父島（東京都）近海で発生した地震に伴い、津波注意報が発表された事に因る、特別番組放送の為、放送休止となった[注釈 27]。
- 2011年1月1日は、新春特別番組として通常と一部内容を変更しながら放送[注釈 28]。ただし、前番組に続き、関東エリアを除く大半の地域で大雪による交通障害などが相次ぎ、M2体制を引き継いで最新の情報も交えつつ放送していった。
- 2011年2月15日は、2月14日夜からの降雪の影響に伴い、雪関連の最新情報を優先。全コーナーを休止し、最新雪情報として放送。

尚、当番組開始から4時55分頃までは、原田健成も前枠から引き続き出演し、tvkでも同時放送を5時まで実施した。
- 2011年3月11日午後の東北地方太平洋沖地震（東日本大震災）発生により、翌12日よりM3体制の下で『東日本大震災 特別番組』を放送し、当番組は同年3月24日まで休止となった[注釈 29]。3月23日朝よりM1の番組内容での放送を各番組は再開。なお、当番組については、一部コーナーについては暫くは行われない模様[注釈 30]。
- 2011年6月2日は、通常の時間において部分日食特別番組を放送した[注釈 31]。
- 2011年6月16日は、皆既月食特別番組として、深夜3時から3時間の放送になった[注釈 32]。
- 2011年9月3日は、中四国・近畿エリアで台風12号が接近したことにより、M3体制での放送を実施。最新台風情報として、全コーナーを休止の上で放送された。
- 2012年1月1日は、通常の番組枠内を利用して『SOLiVE トワイライト あけおめーる』と題し、一部番組内容を変更して放送された[注釈 33]。
- 2013年1月1日は、『初日の出ライブ 新年あけおめーる特番』を5時 - 9時に放送したため、当番組は休止となった[注釈 34][注釈 35]。
- 2016年1月1日は、新春特番 : 初日の出特番〜】を5時 - 9時に放送したため、当番組は休止となった

## 主なコーナー
「SOLiVE トワイライト」へと改題されて以降も内容は以前とほぼ同様であったが、2012年9月24日の番組改編以降もいくつか変更が見受けられた。なお当番組は、各エリアにおける日の出時刻次第でラインナップが変動する場合あり。現段階では2015年1月現在のものを記載する。
- おめざましクイズ（4時台前半）

キャスターが気象の話題・ウェザーニュースのイベント等の中からクイズを出題する。
- wake up ソラキャンバス（4時台前半）

ソラマドアプリのソラキャンバスを用い、与えられたテーマを1分間または3分間で描いていく。締め切った後、スタッフが投稿者の作品にテロップで1つ1つコメントをつけていく。
- おめざましメール（4時25分・4時55分・5時25分・5時50分ごろ）

ウェザーニュース会員の希望者に『おめざましメール』を配信する。受信者は4回の送信タイムの中から希望の時刻を指定することができる。台風などによる特別編成でコーナーが休止される場合においても送信は行われている。『SOLiVE ムーン』の「おかえりメール」と同じく、開始当初から幾度の改編を受けつつも現在まで継続中の人気コーナーである。なお、添付される写真にはSOLiVEモーニングに出演するキャスターが写っている。
- 元気リポートリレー（4時台後半）
- おはよう動画（4回ある全てのおめざましメールのうち3回はコーナー終了後すぐ放送、残り1回はクロストーク終了後放送）
- ウェザーニュース Update（5時台前半）
- Googleマップを使ったリポート紹介(5時台後半)
- モーニングの予告(5時50分ごろ)

### 終了したコーナー
- いきなり「ソラQ」（番組冒頭、答え合わせは4時台後半）

天気に関する4択クイズ。パソコン向け番組閲覧用ソフト「ソラマド」に搭載されているチャット機能の「ソラボタン」や、BSデジタル910chでの双方向対応番組連動データ放送、NTTドコモの携帯電話（FOMAシリーズ）で参加できた。
2011年9月24日放送分と10月8日放送分の「SOLiVE サタデー」において、基本スタイルはそのままで当コーナーが復活した。
- ○○○のおめざましコール（5時台前半）

キャスターから希望者に直接、モーニングコールするコーナー。○○○にはその日のトワイライト担当のキャスターの名前が入る。ソラマドトワイライト開始時から実施していたコーナーだが、2011年3月末に終了。
メール、コール（電話）共、携帯電話各社公式サイト「ウェザーニュース」の有料登録者のみを対象とし、希望日の前日～当日午前1時までに申し込む。希望日から2日以上前の事前申込みは受付ていない。
「おめざましコール」に登録し採用されると、担当キャスターから直接電話が掛かり、そのまま生放送に出演（担当キャスターとトーク）する事になる。また、寝ている人を起こす事が原則である為、採用されてもパソコン向け番組閲覧ソフト「ソラマド」に搭載されているチャット機能『ソラチャット』で会話している等、既に起きている事が事前に判明している場合は、キャスターからの電話は省略される事がある。また、おめざましメール同様、タイトルには必ずキャスター名の名前が入る。
- 今日のポイント解説（4時台前半）

キャスターが、今日の天気のポイントをweathernewsのWEBサイトを使って解説。前任の大澤が担当した日はクロマキースタジオから、地上波のニュース番組さながらに全身を使って解説していた。2012年1月8日の放送をもって終了。
- 交通気象情報（道路・5時台後半）

交通気象センターより最新の道路のコンディションと今後の予測を解説する（※この部分は同社サイト「ドライビングウェザー」で配信されていた）。2011年12月22日の放送分を持って終了。（同社サイトの動画配信も終了）
- SAKULiVE（2012年シーズン、3月28日 - 5月6日）

「さくらプロジェクト」シーズン限定企画。全国のウェザーリポーターから寄せられた桜開花状況などのリポートをキャスターがクロマキースタジオでリポートを読み上げ、それをもとに予報センター側で桜の開花状況・満開の見頃・桜吹雪の時期などの解説を行なう。2012年シーズンからは、当番組も放送されるようになった。北海道を除く全域で桜の見頃シーズンが終了したことを受け、当コーナーも5月6日の放送をもって終了した。
- 教えて！ソラテナ君

全国に3000箇所設置されたソラテナの体感について専用マップを用いて解説し、それらを参考にキャスターが外出時の服装を決めていく。2012年1月9日の放送分から同年9月23日放送分まで実施していた。